# Bra böckers lexikon
Bra böckers lexikon (BBL) – szwedzka encyklopedia wydana w latach 1973–1996. Wyszły 4 edycje, składające się z 25 tomów. Pierwsza edycja ukazała się w latach 1973–1981, druga w latach 1974–1982, trzecia w latach 1983–1990, a czwarta w latach 1991–1996. W latach 1995–1999 wydana została edycja specjalna Bra böckers lexikon 2000. Encyklopedia była najbardziej obszerna aż do ukazania się Nationalencyklopedin.